# ويليام سلاتر براون
ويليام سلاتر براون (بالإنجليزية: William Slater Brown)‏ هو كاتب أمريكي، ولد في 13 نوفمبر 1896 في Webster, Massachusetts ‏ في الولايات المتحدة، وتوفي في 22 يونيو 1997 في Rockport, Massachusetts ‏ في الولايات المتحدة.